# هيرمان كارل أندرسن
هيرمان كارل أندرسن (بالإنجليزية: Herman Carl Andersen)‏ هو فلاح وسياسي أمريكي، ولد في 27 يناير 1897 في الولايات المتحدة، وتوفي في 26 يوليو 1978 في مقاطعة أرلنغتون في الولايات المتحدة. حزبياً، نشط في الحزب الجمهوري. وقد انتخب عضو مجلس نواب مينيسوتا (1935 – ) وانتخب عضو مجلس النواب الأمريكي (3 يناير 1939 – 3 يناير 1963).